# Mokrý Háj
Mokrý Háj est un village de Slovaquie situé dans la région de Trnava.

## Histoire
Première mention écrite du village en 1569.

## Démographie

### Évolution de la population
| Année:               | 1994. | 2004.   | 2014.    | 2024.   |
| -------------------- | ----- | ------- | -------- | ------- |
| Nombre de personnes: | 578   | 623     | 712      | 680     |
| Différence:          |       | +7,78 % | +14,28 % | -4,49 % |

| Année:               | 2023. | 2024.   |
| -------------------- | ----- | ------- |
| Nombre de personnes: | 702   | 680     |
| Différence:          |       | -3,13 % |